# Цариградски вестник (газета)
Цариградски вестник (болг. Цариградски вестник); — болгарська щотижнева газета, видавалася в Царіграді з 1848 по 1862.

## Історія
Газета була заснована Іваном Богоровим після призупинення видання вісника «Български орел». Богоров був його редактором до 1850, після чого цю посаду зайняв Александр Екзарх, а потім Тодор Бурмов.
Окрім документальних, історичних та біографічних нарисів, «Цариградски вестник» видавав також художні твори. У газеті друкувалися переклади багатьох іноземних книг, в тому числі «Робінзон Крузо» Данієля Дефо і «Яничар» Мора Йокаї. У газеті публікувалися багато представників так званої «Даскальської поезії». В газеті видавалося багато статей, заміток і літературні творів Йордана Джинота.